# Плам (остров, Массачусетс)
Плам (англ. Plum Island) — барьерный остров у северо-восточного побережья США, в штате Массачусетс, расположенный к северу от мыса Кейп-Энн. Длина острова с севера на юг составляет примерно 18 км. На юге острова находится национальный заказник дикой природы «Паркер-Ривер».

## История

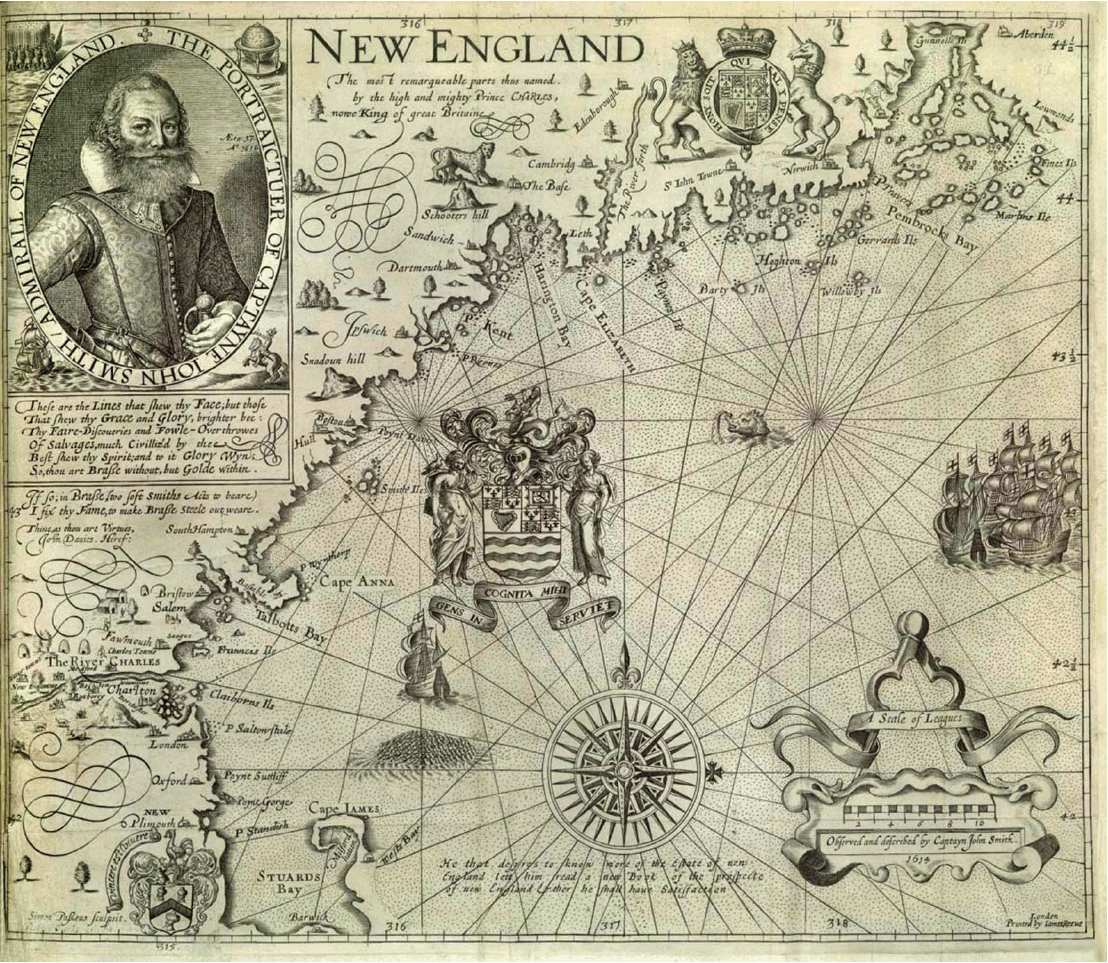
Карта 1616 года капитана Джона Смита, на которой он наименовал Новую Англию. Остров Плам — неназванный остров к северу от Кейп-Энн

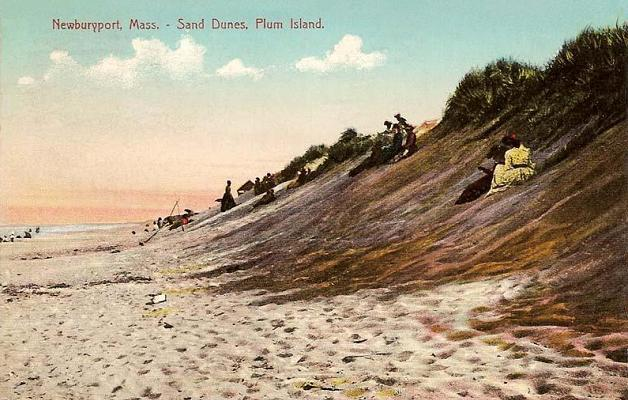
Песчаные дюны острова Плам на открытке 1908 года

В 1604 году остров посетила экспедиция французского путешественника Самюеля де Шамплена, а в 1614 году — английского капитана Джона Смита. Остров Плам, хотя и без названия, был явным образом выделен на карте Новой Англии капитана Джона Смита, опубликованной в 1616 году.
В 1630-х годах создаются поселения Ипсуич, Ньюбери и Роули. Все они стали претендовать на земли близлежащего острова, который получил название Плам. В результате дело решалось в Генеральном совете Массачусетса, который в октябре 1649 года постановил, что 2/5 острова принадлежат Ньюбери, 2/5 — Ипсуичу, а 1/5 — Роули.
В 1941 году южная часть острова Плам была включена в национальный заказник дикой природы «Паркер-Ривер» (англ. Parker River National Wildlife Refuge).

## География
С севера остров Плам ограничен устьем реки Мерримак, а с запада отделён от континента рекой Плам-Айленд (Plum Island River), которая южнее переходит в пролив Плам-Айленд (Plum Island Sound), в который впадают реки Паркер (Parker River) и Ипсуич (Ipswich River). С востока остров Плам омывается Атлантическим океаном.
На севере острова находится одноимённый посёлок Плам-Айленд, одной из достопримечательностей которого является маяк Ньюберипорт-Харбор (также известный как маяк Плам-Айленд). Посёлок соединён автодорогой с Ньюберипортом. От него также идёт дорога на юг острова. 
Южная часть острова входит в национальный заказник дикой природы «Паркер-Ривер», который также включает в себя части реки и залива Плам-Айленд, а также прибрежные территории к западу от них.